# 衛武営駅
衛武営駅（えいぶえいえき）は台湾高雄市鳳山区と苓雅区境界にある高雄捷運橘線の駅。中正一路と建軍路の交差点に位置し、駅番号はO10。

## 駅構造
- ホームドア付き島式ホーム1面の地下駅であり、6箇所の出入口がある。

### 駅階層
| 地面    | 出入口                       | 出入口                                      |
| 地下1階 | コンコース階                 | コンコース、案内所、自動券売機、自動改札口  |
| 地下1階 | コンコース階                 | トイレ（駅西側で改札の外、出口2近く）       |
| 地下2階 | 1番ホーム                    | ←■橘線 美麗島・哈瑪星方面（苓雅運動園区駅） |
| 地下2階 | 島式ホーム、左側のドアが開く |                                             |
| 地下2階 | 2番ホーム                    | →■橘線 大寮方面（鳳山西駅）                 |

### 駅出口
出口1、2は駅北側、出口3、4は駅南側、出口5は駅東側にあり、出口1にはバリアフリーのエレベーターがある。
- 出口1：中正一路（北）、中正高中、国軍高雄総合病院
- 出口2：中正一路（南）、中正公園
- 出口3：三多一路、中正公園、衛武営国家芸術文化中心
- 出口4：建軍路（西）、国軍高雄総合病院、清真寺
- 出口5：建軍路（東）、高雄市公車建軍站、澄清路
- 出口6：三多一路（南）、衛武営国家芸術文化中心

## 利用状況
| 年   | 年間    | 年間    | 年間      | 年間     | 1日平均 | 1日平均 |
| 年   | 乗車    | 下車    | 乗下車計  | 出典     | 乗車    | 乗下車  |
| ---- | ------- | ------- | --------- | -------- | ------- | ------- |
| 2008 | 142,025 | 132,529 | 274,554   | [ 注 1 ] | 1,392   | 2,692   |
| 2009 | 495,087 | 463,604 | 958,691   | [ * 2 ]  | 1,356   | 2,627   |
| 2010 | 522,690 | 483,349 | 1,006,039 | [ * 3 ]  | 1,432   | 2,756   |
| 2011 | 579,155 | 536,151 | 1,115,306 | [ * 4 ]  | 1,587   | 3,056   |
| 2012 | 668,475 | 623,188 | 1,291,663 | [ * 4 ]  | 1,826   | 3,529   |
| 2013 | 715,387 | 657,937 | 1,373,324 | [ * 4 ]  | 1,960   | 3,763   |
| 2014 | 716,413 | 658,283 | 1,374,696 | [ * 4 ]  | 1,963   | 3,766   |
| 2015 | 686,221 | 630,113 | 1,316,334 | [ * 4 ]  | 1,880   | 3,606   |
| 2016 | 677,965 | 625,736 | 1,303,701 | [ * 4 ]  | 1,852   | 3,562   |
| 2017 | 718,857 | 668,924 | 1,387,781 | [ * 4 ]  | 1,969   | 3,802   |
| 2018 | 865,482 | 808,721 | 1,674,203 | [ * 4 ]  | 2,371   | 4,587   |
| 2019 | 988,132 | 925,417 | 1,913,549 | [ * 4 ]  | 2,707   | 5,243   |
| 2020 | 739,065 | 681,956 | 1,421,021 | [ * 4 ]  | 2,019   | 3,883   |

- 統計に関する出典

註釈
1. ↑  9月14日開業後の運営日数は109日だが、統計は有料化開始の9月21日以降102日で算出している[* 1] ）

出典
1. ↑  （繁体字中国語）高雄捷運公司 (2009年1月10日). “高雄都會區大眾捷運系統各站旅運量統計表”.   高雄市政府交通局. p. 頁10. 2019年5月5日閲覧。
2. ↑  （繁体字中国語）“高雄都會區大眾捷運系統各站旅運量統計表 中華民國98年”.   高雄市政府捷運工程局. p. 13 (2009年1月10日). 2019年10月27日閲覧。
3. ↑  （繁体字中国語）“高雄都會區大眾捷運系統各站旅運量統計表 中華民國99年”.   高雄市政府捷運工程局. p. 13. 2019年10月27日閲覧。
4. ↑  （繁体字中国語）“高雄都會區大眾捷運系統各站旅運量-年 依 年, 捷運站別 與 入出站”.   高雄市政府交通局 (2021年3月12日). 2021年3月12日閲覧。 高雄市統計資訊服務網

## 歴史
- 2008年9月14日 - 開通[1]。
- 2008年9月21日 - 開通式典が行われた[2]。
- 2017年11月11日 - 衛武営国家芸術文化中心と直結する6号出口供用[3]。

## 隣の駅
高雄捷運
■橘線
苓雅運動園区駅 - 衛武営駅 - 鳳山西駅